# Lyin' Eyes
Lyin' Eyes är en låt av den svenska hårdrocksgruppen Europe och huvudspår på den första singeln från skivan Wings of Tomorrow. På singelns B-sida ligger låten Dreamer. Låten är skriven av Joey Tempest.
Lyin Eyes är Europes första officiella singel. Singeln drogs kort efter släppet tillbaka då bandet bestämde sig för att istället satsa på låten Stormwind. Endast 200 exemplar sägs existera.

## Musiker
- Joey Tempest - sång
- John Norum - gitarr
- John Levén - bas
- Tony Reno - trummor